# Eduardo Sánchez Solá
Eduardo Sánchez Solá – hiszpański malarz. Jest znany jako malarz scen dziecięcych, ale tworzył również portrety i pejzaże.
Studiował w Królewskiej Akademii Sztuk Pięknych św. Ferdynanda w Madrycie, gdzie jego nauczycielem był Alejandro Ferrant y Fischermans. Studiował również w Rzymie z artystami takimi jak Francisco Pradilla, Casto Plasencia, Manuel Castellano, Jaime Morera y Galicia. Wykładał na Escuela de Artes y Oficios de Granada. Brał udział w Krajowych Wystawie Sztuk Pięknych, na których zdobył wyróżnienie cum laude w 1895 roku, oraz III medal w 1897 i 1899 roku za Tristes noticias i El destete.
Specjalizował się w malarstwie olejnym przedstawiającym dziecięce zabawy ministrantów i wnętrza andaluzyjskich kościołów. Jest znany jako “malarz mininstrantów”, do dzieł o tej tematyce należą: Corto y ceñido, Haz lo que quieras, Cabeza de monaguillo, Travesuras, Los monaguillos i inne.